# ترتية القمح
تُرتِيَّة القمح أو تُرتِلَّة أو تورتيللا القمح (بالإسبانية: Tortilla)‏، هو نوع من أنواع المخبوزات يتمتع بشعبية واسعة في البلدان الناطقة باللغة الإسبانية. تتكون الترتلة التي تصنع في إسبانيا من عجة بيض مستديرة الشكل مع الحشوات. وتعد التُرتلَّة الإسبانية هي الأكثر شهرة. إلى جانب البيض تتكون التورتيللا من البطاطس والبصل.
كلمة تُرتِلَّة جاءت من الكلمة الإسبانية تُرْتَة والتي تعني الكعك المستدير. فعندما اكتشف الإسبان هذا الخبز المسطح الذي كان شعب حضارة الأزتيك يأكله كثيراً أسموه تورتيللا وهو ما يعني «تصغير تُرتَة».

## مراجع

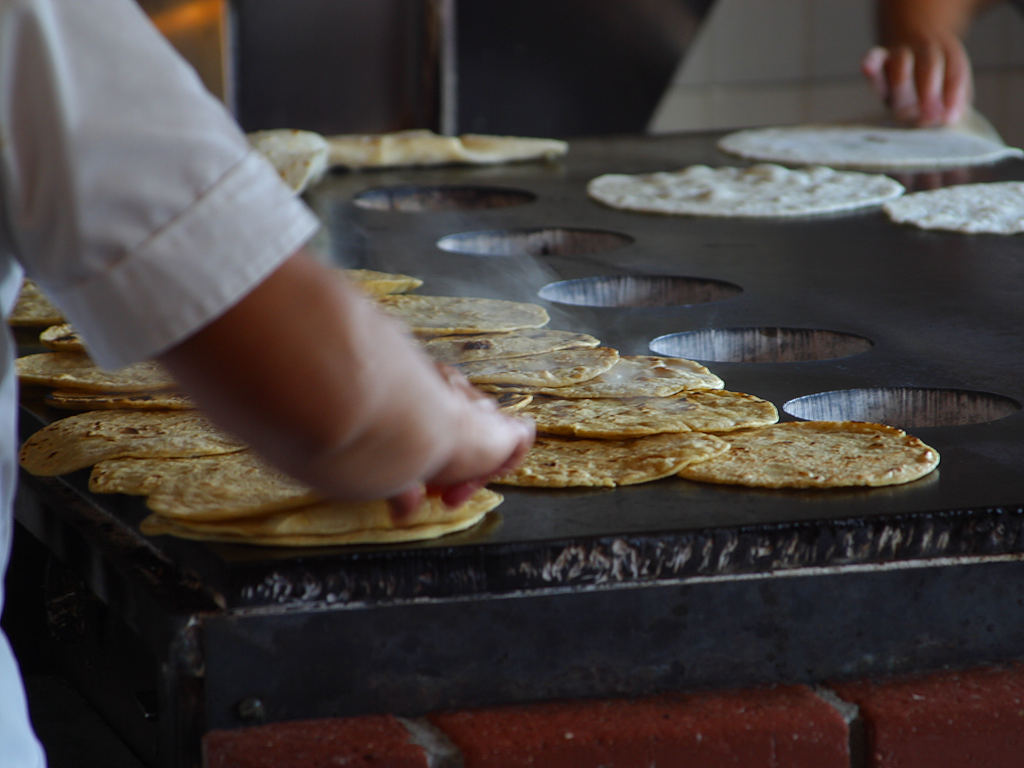
تورتيللا يتم صنعها في مدينة سان دييغو القديمة.